# 티슈야라크샤
티슈야라크샤 또는 티사라카(기원전 3세기 경)는 제3대 마우리아 황제인 아소카의 마지막 아내였다. 아육왕경에 따르면, 그녀는 아소카의 아들이자 상속인으로 추정되는 쿠날라의 눈을 멀게 한 책임이 있다. 그녀는 아소카가 죽기 4년 전에 결혼했다. 그녀는 아소카가 보리수에 관심을 기울이는 것을 매우 질투하여 독가시로 보리수를 죽였다.

## 생애
티슈야라크샤는 아마도 간다라 지역 출신으로 추정된다. 원래 아소카의 정실 부인인 아산디미트라가 가장 좋아하는 하녀였으며 여주인이 죽은 후 파탈리푸트라로 가 훌륭한 무용수가 되어 춤과 아름다움으로 아소카를 매료시켰다.
또한 그녀와 아소카의 나이 차이로 인해 그녀는 본질적으로 종교적인 아소카의 아들 쿠날라에게 매력을 느꼈다고 믿어진다. 그러나 쿠날라는 당시 제국에서의 위치 때문에 티슈야라크샤를 그의 어머니로 여겼다. 쿠날라의 거절을 인지한 티슈야라크샤는 너무 분노하여 그의 눈을 멀게 하기로 결정했다. 원래 쿠날라의 눈은 매력적이고 아름다웠으며 티슈야라크샤를 매료시켰다고 믿어진다.
마우리아 제국의 장관인 라다굽타가 주도하는 찬드라굽타 사바에서 쿠날라가 탁샤실라의 반란을 진압하기로 결정했을 때 티슈야라크샤는 음모를 구상했으며, 음모는 쿠날라가 반란을 진압한 이후에 성공했다.
음모에 따라 아소카는 탁샤실라 총독에게 가장 특이한 보석으로 여겨지는 두 개의 매우 귀중한 보석을 요청해야 했다. 티슈야라크샤가 쓴 편지의 결정적인 언어는 숨겨진 의미를 이해하지 못해 쿠날라에게 설명할 수 없었던 아소카가 보낸 것이다. 그러나 쿠날라는 숨은 의미를 즉시 이해했지만, 아버지에 대한 사랑과 마가다에 대한 충성심으로 인해 자신의 눈을 떼지 않을 수 없게 됐다. 그런 다음 그는 두 눈을 파탈리푸트라에 있는 마가다의 궁정으로 보냈다. 아소카는 자신의 잘못을 깨달았지만 그때는 너무 늦었다. 즉시 라다굽타는 티슈야라크샤의 처형을 명령했으며 이 소식을 접한 티샤라크샤는 스스로 목숨을 끊었다.